# Kasimir II. (Teschen)
Kasimir II. von Teschen (tschechisch Kazimír II. Těšínský, polnisch Kazimierz II cieszyński; * zwischen 1448 und 1453; † 13. Dezember 1528) war 1477–1528 Herzog von Teschen, ab 1474 Herzog von Glogau und 1480–1517 Herr auf Pleß. 1497–1504 sowie 1507–1517 bekleidete er das Amt des Oberlandeshauptmanns von Schlesien und anschließend bis zu seinem Tod das Amt des Landeshauptmanns von Troppau, das ihm erbrechtlich gehörte.

## Herkunft und Familie
Kasimir II. entstammte dem Teschener Zweig der Schlesischen Piasten. Seine Eltern waren Herzog Boleslaus II. und Anna Bielska († 1490), Tochter des Moskauer Woiwoden Fjodor Belski. 
Vor dem 15. Februar 1480 vermählte sich Kasimir mit Johanna, einer Tochter des Troppauer Herzogs Viktorin aus dessen erster Ehe mit Margarete, einer Tochter des Hynek Ptáček von Pirkstein. Der Ehe entstammten die Söhne 
- Friedrich († 1507)
- Wenzel II. († 1524)

## Leben
Da Kasimir beim Tod des Vaters 1452 erst vier Jahre alt war, wurde sein Onkel Przemislaus II. zu seinem Vormund bestellt. Er übertrug Kasimir 1460 die Herrschaft Bielitz. Nachdem Przemislaus II. 1477 ohne männliche Nachkommen starb, war Kasimir alleiniger Repräsentant bzw. Oberhaupt des Teschener Familienzweiges und übernahm eigenständig die Regentschaft über das gesamte Herzogtum Teschen.
Nach dem Tod des böhmischen Königs Georg von Podiebrad gehörte Kasimir zusammen mit weiteren schlesischen Fürsten zu den Begleitern des künftigen Königs Vladislav II., der am 25. Juli 1471 Krakau verließ, um nach Prag zur Wahl zu gelangen. Obwohl er zu den Anhängern Vladislavs II. gehörte, konnte er seinen Besitz auch nach dem Frieden von Olmütz, mit dem Schlesien 1479 an den Gegenkönig Matthias Corvinus fiel, behalten. 1480 erwarb er von seinem Schwiegervater Viktorin von Podiebrad die Herrschaft Pleß, für die er beim König im Jahre 1500 die Entlassung aus dem Lehensverhältnis und eine Umwandlung zu einem Allod erreichte und die er deshalb 1517 für 40.000 Goldgulden an den oberungarischen Bergbauunternehmer Alexius Thurzo veräußern konnte.
Nach Corvins Tod 1490 wurde Kasimir 1491 von König Vadislav II. zum Oberlandeshauptmann von Schlesien ernannt. Während des Schlesischen Fürstentages 1497, der in Neisse tagte, verübte der Oppelner Herzog Nikolaus II. einen Anschlag auf Kasimir II. Obwohl der Anschlag misslang, wurde Nikolaus vom städtischen Gericht in Neisse zu einem sofortigen Tod verurteilt und enthauptet. Der Hintergrund der Tat ist nicht bekannt.
1501 gelang es Kasimir nicht, seinen älteren Sohn Friedrich als Koadjutor des Bischofs Johann IV. Roth gegen das Breslauer Domkapitel durchzusetzen. Ebenso gelang es ihm nicht, das Räuberunwesen in ganz Schlesien zu bekämpfen. Deshalb übertrug König Vladislav II. 1504 das Amt des Oberlandeshauptmanns von Schlesien seinem Bruder Sigismund. Im selben Jahr war Kasimir, gemeinsam mit dem böhmischen Kanzler Albrecht von Kolowrat und dem Oberlandeshauptmann Sigismund, am Zustandekommen des sogenannten Kolowratschen Vertrages beteiligt, mit dem die staatsrechtliche Zugehörigkeit zu Böhmen gefestigt werden sollte. Künftig sollten neben Schlesiern auch Angehörige der übrigen Länder der Krone Böhmen Bischöfe und Domherren von Breslau werden und kirchliche Lehen erhalten dürfen. Trotzdem wurde 1506 der aus Ungarn stammende Johannes V. Thurzo zum Nachfolger des verstorbenen Bischofs Johann IV. Roth gewählt.
Nach der Krönung Sigismunds zum König von Polen 1506 wurde dessen Nachfolger als Oberlandeshauptmann von Schlesien wiederum Kasimir II. Zudem erhielt er die erbliche Landeshauptmannschaft von Troppau sowie die lebenslange Nutznießung des Herzogtums Glogau, die er jedoch an Friedrich II. von Liegnitz veräußerte.
Den Städten seines Herzogtums erteilte er zahlreiche Privilegien. 1492 und 1512 genehmigte er der Stadt Pleß zwei weitere Jahrmärkte. 1482 erhob er Schwarzwasser zur Stadt und 1491 verlieh er ihm das im Herzogtum geltende Stadtrecht. Dadurch kam es von der Herrschaft Pleß wieder an das Herzogtum Teschen zurück. 
Kasimir II. starb 1528. Da er seine beiden Söhne überlebte, erbte seinen Besitz der erst vierjährige Enkel Wenzel III. Adam, der bis 1545 unter der Vormundschaft seiner Mutter Anna und seines künftigen Schwiegervaters Johann von Pernstein stand. Das verwaiste Amt des Landeshauptmanns von Schlesien erhielt Karl I. von Münsterberg.